# Tectonatica
Tectonatica is een geslacht van weekdieren uit de klasse van de Gastropoda (slakken).

## Soorten
- Tectonatica bougei (G. B. Sowerby III, 1908)
- Tectonatica impervia (Philippi, 1845)
- Tectonatica micra (Haas, 1953)
- Tectonatica pusilla (Say, 1822)
- Tectonatica rizzae (Philippi, 1844)
- Tectonatica robillardi (G. B. Sowerby III, 1894)
- Tectonatica sagraiana (d'Orbigny, 1842)
- Tectonatica shorehami (Pritchard & Gatliff, 1900)
- Tectonatica suffusa (Reeve, 1855)
- Tectonatica tecta (Anton, 1838)
- Tectonatica unicolor (X. T. Ma & S. P. Zhang, 1993)
- Tectonatica violacea (G. B. Sowerby I, 1825)
- Tectonatica zonulata (Thiele, 1925)